# Kaj Ramsteijn
Kaj Ramsteijn (Zoetermeer, 17 gennaio 1990) è un calciatore olandese, difensore dell'IJsselmeervogels.

## Carriera

### Club
Il 9 gennaio 2017, i norvegesi dell'Aalesund hanno ufficializzato sul proprio sito ufficiale l'acquisto di Ramsteijn, che si è legato al nuovo club con un contratto triennale.
Il 16 maggio 2020 è stato reso noto il suo passaggio ai Kozakken Boys.

### Nazionale
Ramsteijn ha rappresentato i Paesi Bassi a livello Under-18 ed Under-21.

## Palmarès

### Club

#### Competizioni nazionali
- 1. divisjon: 1

Aalesund: 2019